# Посёлок комбината стройматериалов-1
Посёлок комбината стройматериалов-1 — посёлок в Раменском муниципальном районе Московской области. Входит в состав сельского поселения Гжельское. Население — 745 чел. (2010).

## География
Посёлок комбината стройматериалов-1 расположен в северо-восточной части Раменского района, примерно в 13 км к северо-востоку от города Раменское. Высота над уровнем моря 140 м. В 2 км к западу от посёлку протекает река Гжелка. К посёлку приписано СНТ Горняк. Ближайший населённый пункт — посёлок комбината стройматериалов-2.

## История
Посёлок возник в 1930-х гг.
До муниципальной реформы 2006 года посёлок входил в состав Гжельского сельского округа Раменского района.

## Население
| 2002 | 2010 |
| ---- | ---- |
| 776  | ↘745 |

По переписи 2002 года в посёлке проживало 776 человек (344 мужчины, 432 женщины).